# Dawit Dewdariani
Dawit Dewdariani (ur. 28 października 1987 w Poti) – gruziński piłkarz, grający na pozycji pomocnika.

## Kariera klubowa
Dewdariani profesjonalną karierę rozpoczął w klubie SK Tbilisi, w którym jednak większość czasu spędził w zespole rezerw. Latem 2006 roku wyjechał do Francji, podpisał umowę z czwartoligowym klubem USL Dunkerque, nie zdołał jednak zadebiutować w pierwszym zespole w lidze. Rok później powrócił do Gruzji, sezon 2007/08 spędził w drużynie Metalurgi Rustawi. Latem 2008 roku wyjechał do Danii i związał się z zespołem Aarhus GF.

## Kariera reprezentacyjna
W reprezentacji Gruzji zadebiutował 31 maja 2008 roku w towarzyskim meczu przeciwko Portugalii. Na boisku pojawił się w 46 minucie meczu.
| Mecze i gole w reprezentacji | Mecze i gole w reprezentacji | Mecze i gole w reprezentacji | Mecze i gole w reprezentacji | Mecze i gole w reprezentacji | Mecze i gole w reprezentacji | Mecze i gole w reprezentacji |
| #                            | Data                         | Stadion                      | Rywal                        | Wynik                        | Gol                          | Rozgrywki                    |
| 2008                         | 2008                         | 2008                         | 2008                         | 2008                         | 2008                         | 2008                         |
| ---------------------------- | ---------------------------- | ---------------------------- | ---------------------------- | ---------------------------- | ---------------------------- | ---------------------------- |
| 1.                           | 31.05.2008                   | Viseu, Portugalia            | Portugalia                   | 0:2                          | 0                            | towarzyski                   |
| 2.                           | 20.08.2008                   | Swansea, Walia               | Walia                        | 2:1                          | 0                            | towarzyski                   |
| 2009                         |                              |                              |                              |                              |                              |                              |
| 3.                           | 12.08.2009                   | Attard, Malta                | Malta                        | 0:2                          | 0                            | towarzyski                   |
| 4.                           | 09.09.2009                   | Reykjavík, Islandia          | Islandia                     | 1:3                          | 0                            | towarzyski                   |
| 2012                         |                              |                              |                              |                              |                              |                              |
| 5.                           | 12.10.2012                   | Helsinki, Finlandia          | Finlandia                    | 1:1                          | 0                            | El. MŚ 2014                  |
| 6.                           | 16.10.2012                   | Mińsk, Białoruś              | Białoruś                     | 0:2                          | 0                            | El. MŚ 2014                  |